# Lousadela
Lousadela é uma aldeia da freguesia de Queiriga, do Município de Vila Nova de Paiva na região Centro e sub-região do Dão-Lafões, o seu número de Habitantes está entre 100 a 150 pessoas sendo que pelo menos 30% da sua população é emigrante e está fora do país a maior parte do ano.
Tem por orago São Pedro, o mesmo que dá o nome à Festa de S. Pedro que é a maior festa desta localidade e nos ultimos anos foi capaz de reunir perto de 200 pessoas.
Património: Igreja de São Pedro

## História
Na primeira metade do século XX manteve intensa actividade mineira nas minas agora conhecidas por Minas da Lousadela onde trabalhava a esmagadora maioria da população do sexo masculino pertencente a esta localidade além de ainda varias pessoas que vinham para a Lousadela em busca de trabalho, nestas minas em questão trabalhavam mais de 400 pessoas. O Minério mais lucrativo extraído era o tungstênio/volfrâmio, mas além dele ainda se podia extrair Feldspato e uma pequena quantidade quase inexistente de Ouro.
Foi a primeira aldeia do Distrito de Viseu a ter eletricidade devido mais uma vez às minas que ali existiam.